# SAIC Motor Pudong Arena
SAIC Motor Pudong Arena – stadion piłkarski w Szanghaju, w Chinach. Został otwarty 31 października 2020 roku. Może pomieścić 33 765 widzów. Obiekt jest areną domową klubu piłkarskiego Shanghai Port.
Konkurs na zaprojektowanie nowego stadionu dla klubu piłkarskiego Shanghai SIPG (od 2021 roku pod nazwą Shanghai Port) wygrało pod koniec 2017 roku biuro projektowe HPP Architekten. Budowa areny oficjalnie została zainaugurowana 28 kwietnia 2018 roku. Zakończenie budowy miało miejsce jesienią 2020 roku. Niedługo przed oddaniem do użytku zakomunikowano, że sponsorem tytularnym obiektu będzie SAIC Motor (wcześniej roboczo zwany był on Shanghai Pudong Football Stadium). Imprezą inaugurującą stadion był finał dziesiątej edycji mistrzostw świata w League of Legends, rozegrany 31 października 2020 roku.
Obiekt ma być jedną z aren piłkarskiego Pucharu Azji 2023.
Stadion ma typowo piłkarski układ, z trybunami znajdującymi się tuż za liniami końcowymi boiska. Dwupoziomowe, w pełni zadaszone trybuny otaczają pole gry ze wszystkich stron i mogą pomieścić 33 765 widzów. Z zewnątrz obiekt obłożony jest białymi panelami, a jego kształt ma przywodzić na myśl porcelanową misę.